# 裙褂

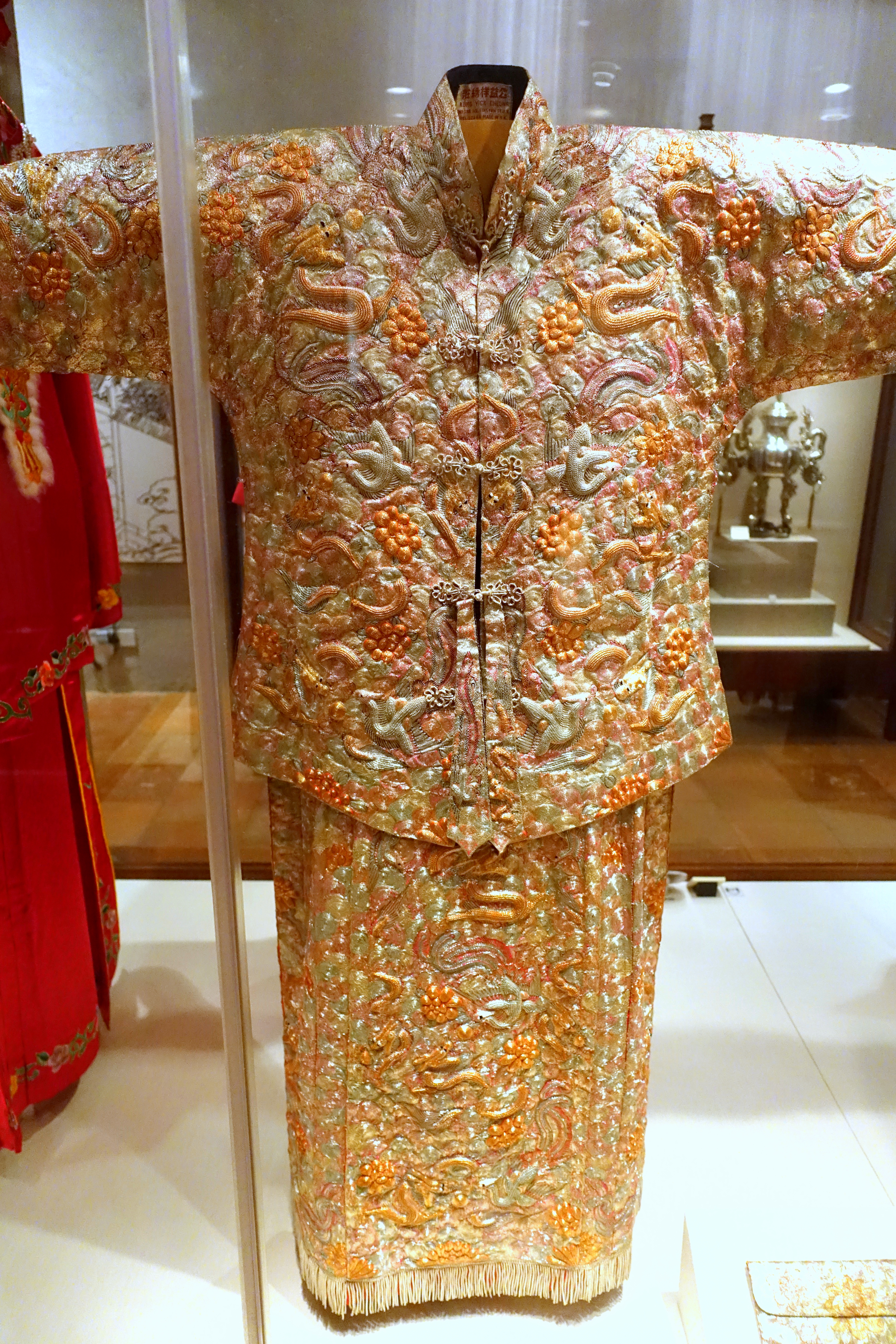
香港历史博物馆内展出的一套裙褂

裙褂，又称龙凤裙褂、龙凤褂，广东、香港、福建等地流行的一种傳統禮服，於新娘出嫁當天穿著。裙褂分为上身的褂衣和下身的裙子，多以金銀線繡上龍鳳圖案。

## 历史
相傳廣東女性穿龍鳳裙褂出嫁的習俗是源於明朝首辅梁儲之女。相傳明武宗登基時年紀尚幼，由原為太子洗馬的梁儲輔政，深得明武宗尊敬，於是在梁儲女兒出嫁時，賜她穿繡上皇室專用的龍鳳圖案的裙褂作為婚服，自此成為廣東特有的新娘服。

一位於六十年代身穿龍鳳裙褂的香港新娘的自拍像

在香港，裙褂在1950年代以前流行「紅裙黑褂」，褂衣较为寬長，刺繡的圖案也比较简单。約1940至1950年代起，开始流行「紅裙紅褂」，褂衣也逐渐變得短窄，袖子長度也變短。傳統上，香港的繡莊會提供訂造和出租裙褂服務，但現多只提供裙褂出租，較少為客人度身訂造。二十世纪六七十年代是香港的中式裙褂业最兴盛的时期，其后传统裙褂逐渐被年轻人视为“落伍”，一度式微。进入二十一世纪后，随着国潮升温，传统中式裙褂方才再次兴起。
穿着龙凤裙褂是广东及香港一带婚嫁的传统风俗，福建一带也有流行。中国北方地区原本较为少见，但2010年代以来也开始逐渐增多。台湾也有人致力于裙褂的推广。

## 制作
傳統上，裙褂裁縫会先为客人度身，然后按照客人要求确定裙褂上的刺繡圖案。一套裙褂共由九幅布組成，上衣分为前襟兩幅、後幅和兩個手袖，共五幅，裙子则分为前後左右共四幅。根据圖案的複雜程度、採用物料的不同，一套裙褂通常需要兩、三個月以上才能完成。刺繡過程須由同一位師傅完成，以確保手工一致。繡花完成后的繡花片经过剪裁、缝合，便可形成一套完整的裙褂。

## 形制
按照衣服上的金銀線刺繡密度的不同，裙褂可以分为褂皇、褂后、五福和小五福等，另外還有珠石褂、線石褂和花褂等形制。裙褂上，除龍鳳圖案外，也有以膠珠、膠片、水晶石等鑲成牡丹、蝠鼠、蝴蝶等各式吉祥圖案的。传统的裙褂刺绣图案以龙凤、蝙蝠、牡丹、连理枝等为主，现也有石榴、玫瑰、锦鲤等图案的应用。
裙褂早期主要是宽袍大袖，以符合人们对新娘健壮能生养的希望，现代裙褂则多为修身款式，以展现新娘苗条的身材。

## 保护
“裙褂製作技藝”作为“香港中式長衫和裙褂製作技藝”的一部分被列入香港非物質文化遺產代表作名錄。
2015年6月，广州市人民政府公布广州市第五批市级非物质文化遗产代表性项目名录，花都区申报的“钉金绣裙褂制作技艺”被公布为市级非物质文化遗产代表性项目，属传统技艺类，项目编号为“VIII-21”。2015年，“小茹裙褂”被评为广州市市级非物质文化遗产单位。2017年，“小茹裙褂”被评为广州市花都区非物质文化遗产传承基地。2021年10月，钉金绣裙褂制作技艺入选《广州市传统工艺振兴目录》。2022年5月，广东省公布第八批省级非物质文化遗产代表性项目名录，广州市花都区申报的“中式服装制作技艺（钉金绣裙褂制作技艺）”作为扩展项目被公布为省级非遗代表性项目，属传统技艺类，项目编号为“VIII-112”。

## 相关
刘诗诗、胡杏儿、莫文蔚、徐若瑄等女星在婚礼过程中均曾身着裙褂，不过刘诗诗结婚时的是一套由设计师郭培创作的上身为龍鳳褂下身为马面裙的嫁衣。